# Lard
Lard is een Amerikaanse hardcorepunk-/industrial-band die in 1988 werd opgericht als nevenproject door Jello Biafra (zang), Al Jourgensen (gitaar), Paul Barker (bass) en Jeff Ward (drums). Biafra is vooral bekend als voormalig voorman van punkrockband Dead Kennedys. Jourgensen is oprichter van Ministry waarvan Barker tussen 1986 en 2004 ook deel uitmaakte. Ward toerde ook met Ministry. Over de jaren hebben diverse andere leden van Ministry meegedaan in Lard, waaronder Bill Rieflin, Mike Scaccia en Rey Washam. 